# Nati nel 1979/Luglio
| Questa pagina contiene informazioni ricavate automaticamente dalle voci biografiche con l'ausilio del template Bio e di un bot. L'aggiornamento è periodico e automatico e ricostruisce completamente la pagina. Se manca una persona in questa lista, sei pregato di non aggiungerla, ma accertati piuttosto che la sua voce biografica contenga il template Bio e che i dati anagrafici siano correttamente compilati. Se il template Bio manca, inseriscilo tu stesso o, in alternativa, metti l'avviso {{tmp\|Bio}} che ne segnala la mancanza. Se i dati riportati sono sbagliati, correggi direttamente la voce biografica; le modifiche saranno visibili in questa lista entro pochi giorni. Per chiarimenti vedi il progetto biografie. La lista contiene solo le 379 persone che sono citate nell'enciclopedia e per le quali è stato implementato correttamente il template Bio. Pagina aggiornata al 10 ago 2025. |

- 1º luglio - Ali Al-Abdali, ex calciatore saudita
- 1º luglio - Sylvain Calzati, ex ciclista su strada francese
- 1º luglio - Javier Garrido Ramírez, ex calciatore spagnolo
- 1º luglio - Forrest Griffin, artista marziale misto statunitense
- 1º luglio - Antara Mali, attrice e regista indiana
- 1º luglio - Christian Clay, attore pornografico italiano
- 1º luglio - Adrian Peterson, ex giocatore di football americano statunitense
- 1º luglio - Julijan Radionov, ex cestista bulgaro
- 1º luglio - Júlio Silva, ex tennista brasiliano
- 1º luglio - Yuan Ye, ex pattinatore di short track cinese
- 2 luglio - Romauld Aguillera, ex calciatore trinidadiano
- 2 luglio - Kathrin Bertschy, politica svizzera
- 2 luglio - Walter Davis, triplista e lunghista statunitense
- 2 luglio - Najat El Hachmi, scrittrice e saggista marocchina
- 2 luglio - Ahmed al-Ghamdi, terrorista saudita († 2001)
- 2 luglio - David Grellier, musicista e produttore discografico francese
- 2 luglio - Sam Hornish, pilota automobilistico statunitense
- 2 luglio - Kris Meeke, pilota di rally britannico
- 2 luglio - Dzmitryj Meljach, pentatleta bielorusso
- 2 luglio - Milan Nikolić, musicista e cantante serbo
- 2 luglio - Nigel Pierre, ex calciatore trinidadiano
- 2 luglio - Tomislav Ružić, ex cestista croato
- 2 luglio - Alexandre Simoni, ex tennista brasiliano
- 2 luglio - Joe Thornton, hockeista su ghiaccio canadese
- 3 luglio - Réda Babouche, ex calciatore algerino
- 3 luglio - Marco Bellotti, chitarrista e cantautore italiano
- 3 luglio - Saber Ben Frej, calciatore tunisino
- 3 luglio - Francesca Romana Elisei, giornalista e conduttrice televisiva italiana
- 3 luglio - Alexander Gemignani, attore e tenore statunitense
- 3 luglio - Pierre Kugogne, calciatore francese
- 3 luglio - Marcos Peña, schermidore portoricano
- 3 luglio - Ludivine Sagnier, attrice e doppiatrice francese
- 4 luglio - Vitalij Atjušov, hockeista su ghiaccio russo
- 4 luglio - Anthony Basso, calciatore francese († 2025)
- 4 luglio - Giovanni Cecini, storico italiano
- 4 luglio - Daniela Gioria, ex giocatrice di beach volley e pallavolista italiana
- 4 luglio - Pablo Heredia, attore argentino
- 4 luglio - Jung Sung-hoon, ex calciatore sudcoreano
- 4 luglio - Josh McCown, ex giocatore di football americano e allenatore di football americano statunitense
- 4 luglio - Fëdor Poliščuk, ex hockeista su ghiaccio kazako
- 4 luglio - Michael Smidt, ex hockeista su ghiaccio danese
- 4 luglio - Renny Vega, ex calciatore venezuelano
- 5 luglio - Stuart Addis, allenatore di calcio e ex calciatore nordirlandese
- 5 luglio - Mike Cahill, regista, sceneggiatore e produttore cinematografico statunitense
- 5 luglio - Nigel Codrington, ex calciatore guyanese
- 5 luglio - Shane Filan, cantante irlandese
- 5 luglio - Amélie Mauresmo, allenatrice di tennis e ex tennista francese
- 5 luglio - Mehdi Meriah, ex calciatore tunisino
- 5 luglio - Stilijan Petrov, ex calciatore bulgaro
- 6 luglio - Fabrice Abriel, allenatore di calcio e ex calciatore francese
- 6 luglio - Ella Alpiger, ex sciatrice alpina svizzera
- 6 luglio - Mirsad Bešlija, ex calciatore bosniaco
- 6 luglio - Nic Cester, cantautore e chitarrista australiano
- 6 luglio - Kevin Hart, attore e comico statunitense
- 6 luglio - C. J. Hobgood, surfista statunitense
- 6 luglio - Cédric Kanté, ex calciatore maliano
- 6 luglio - Luis Laverde, ex ciclista su strada colombiano
- 6 luglio - Rosalia Misseri, cantante e attrice teatrale italiana
- 6 luglio - Fernando Poggi, ex giocatore di calcio a 5 argentino
- 6 luglio - Abdul Salis, attore britannico
- 6 luglio - Goran Šprem, ex pallamanista croato
- 6 luglio - Gabe Woodward, ex nuotatore statunitense
- 6 luglio - Jan van Weyde, attore tedesco
- 7 luglio - Ibrahim Sulayman Muhammad Arbaysh, terrorista saudita († 2015)
- 7 luglio - Pat Barry, kickboxer e ex artista marziale misto statunitense
- 7 luglio - Emanuele Biggi, naturalista, fotografo e conduttore televisivo italiano
- 7 luglio - Catalina Castaño, ex tennista colombiana
- 7 luglio - Isabelle Foerder, ex atleta paralimpica tedesca
- 7 luglio - Gaspar Gálvez, ex calciatore spagnolo
- 7 luglio - Jan Hernych, ex tennista e allenatore di tennis ceco
- 7 luglio - Joílson, ex calciatore brasiliano
- 7 luglio - Schin Kerr, ex cestista e attore statunitense
- 7 luglio - Povilas Lukšys, ex calciatore lituano
- 7 luglio - Aleksej Selin, schermidore russo
- 7 luglio - Loudy Wiggins, tuffatrice australiana
- 8 luglio - Adelinde Cornelissen, cavallerizza olandese
- 8 luglio - Sara Cunial, politica italiana
- 8 luglio - Christel Ferrier-Bruneau, ex ciclista su strada e ciclocrossista francese
- 8 luglio - Britton Johnsen, ex cestista statunitense
- 8 luglio - Olesja Krasnomovec, velocista russa
- 8 luglio - Melissa Reneé Martin, attrice statunitense
- 8 luglio - Nabil Mebarki, ex cestista francese
- 8 luglio - Matteo Melara, allenatore di calcio e ex calciatore italiano
- 8 luglio - Alejandro Moreno, ex calciatore venezuelano
- 8 luglio - Noora Noor, cantante somala
- 9 luglio - Patrice, musicista tedesco
- 9 luglio - Olivier Blondel, ex calciatore francese
- 9 luglio - Gary Cao, cantante e compositore malaysiano
- 9 luglio - Felipe Conceição, allenatore di calcio e ex calciatore brasiliano
- 9 luglio - Edniesha Curry, ex cestista e allenatrice di pallacanestro statunitense
- 9 luglio - Drew Hancock, regista, sceneggiatore e attore statunitense
- 9 luglio - Carlo Mazzoni, scrittore italiano
- 9 luglio - Kōji Nakata, ex calciatore giapponese
- 9 luglio - Yaquelín Plutín, ex cestista cubana
- 9 luglio - Marko Zlatić, pallavolista serbo
- 10 luglio - Mvondo Atangana, ex calciatore camerunese
- 10 luglio - Aleksandra Dulkiewicz, avvocata e politica polacca
- 10 luglio - Aden Durde, allenatore di football americano britannico
- 10 luglio - Gong Yoo, attore sudcoreano
- 10 luglio - Mehdi Hasan, giornalista e scrittore britannico
- 10 luglio - Russell Hinder, ex cestista australiano
- 10 luglio - Valerio Spinelli, ex cestista, dirigente sportivo e allenatore di pallacanestro italiano
- 10 luglio - Tobias Unger, velocista tedesco
- 10 luglio - Leda Volpi, politica italiana
- 11 luglio - Femke Dekker, canottiera olandese
- 11 luglio - Paolo Frangipane, ex calciatore argentino
- 11 luglio - Marina Gatell, attrice spagnola
- 11 luglio - Im Soo-jung, attrice sudcoreana
- 11 luglio - Gábor Korolovszky, ex calciatore ungherese
- 11 luglio - Emanuel Lo, coreografo, ballerino e cantautore italiano
- 11 luglio - Raio Piiroja, ex calciatore estone
- 11 luglio - Lauris Reiniks, cantante lettone
- 11 luglio - Maksim Gennad'evič Rešetnikov, politico russo
- 11 luglio - Ahmed Salah Hosny, ex calciatore egiziano
- 11 luglio - Waltraud Schiefer, ex slittinista italiana
- 11 luglio - Jeff Trepagnier, ex cestista statunitense
- 12 luglio - Omid Abtahi, attore iraniano
- 12 luglio - Stefano Andreoli, scrittore, autore televisivo e conduttore radiofonico italiano
- 12 luglio - Tōru Araiba, ex calciatore giapponese
- 12 luglio - Brooke Baldwin, giornalista e scrittrice statunitense
- 12 luglio - Scott Goldblatt, ex nuotatore statunitense
- 12 luglio - Jamie Harding, attore britannico
- 12 luglio - Romeo Mitrović, ex calciatore bosniaco
- 12 luglio - Nikos Mparlos, ex cestista e allenatore di pallacanestro greco
- 12 luglio - Aleksejs Pašins, ex calciatore lettone
- 12 luglio - Jonathan Tiomkin, schermidore statunitense
- 13 luglio - Craig Bellamy, allenatore di calcio, dirigente sportivo e ex calciatore gallese
- 13 luglio - Ladyhawke, cantautrice e polistrumentista neozelandese
- 13 luglio - Luciana do Carmo, pallavolista brasiliana
- 13 luglio - Daniel Díaz, ex calciatore argentino
- 13 luglio - Lee Jai-jin, cantante e ballerino sudcoreano
- 13 luglio - Nicola Mora, ex calciatore italiano
- 13 luglio - Bryan Mudryk, giornalista e conduttore televisivo canadese
- 13 luglio - Tommaso Novi, cantautore italiano
- 13 luglio - Libuše Průšová, ex tennista ceca
- 13 luglio - Lucinda Ruh, pattinatrice artistica su ghiaccio svizzera
- 13 luglio - Fernando Salazar, ex calciatore messicano
- 13 luglio - Silvia Weissteiner, mezzofondista italiana
- 14 luglio - Luciano Antonelli, allenatore di calcio a 5 e ex giocatore di calcio a 5 argentino
- 14 luglio - Erkan Baş, politico turco
- 14 luglio - Ariel Garcé, ex calciatore argentino
- 14 luglio - Keñes Raqyşev, imprenditore kazako
- 14 luglio - Sergej Ignaševič, allenatore di calcio e ex calciatore russo
- 14 luglio - Sokol Ishka, ex calciatore albanese
- 14 luglio - Yukiko Motoya, scrittrice, drammaturga e doppiatrice giapponese
- 14 luglio - Parthena Nikolaidou, ex cestista greca
- 14 luglio - Jenny Olsson, fondista svedese († 2012)
- 14 luglio - Scott Porter, attore statunitense
- 14 luglio - Artur Soares Dias, ex arbitro di calcio portoghese
- 14 luglio - Clederson César de Souza, ex calciatore brasiliano
- 14 luglio - Adolfo Daniele Speranza, ex calciatore italiano
- 14 luglio - Robin Szolkowy, ex pattinatore artistico su ghiaccio tedesco
- 14 luglio - Axel Teichmann, ex fondista tedesco
- 14 luglio - Lenae Williams, ex cestista statunitense
- 15 luglio - Laura Benanti, attrice e cantante statunitense
- 15 luglio - Lyriq Bent, attore canadese
- 15 luglio - Pëtr Bystrov, ex calciatore russo
- 15 luglio - Boubacar Diarra, ex calciatore maliano
- 15 luglio - Cristian Fernández, ex calciatore argentino
- 15 luglio - Travis Fimmel, supermodello e attore australiano
- 15 luglio - Alexander Frei, allenatore di calcio e ex calciatore svizzero
- 15 luglio - Diego García, ex cestista argentino
- 15 luglio - Václav Kalina, calciatore ceco
- 15 luglio - Martin Marinac, allenatore di sci alpino e ex sciatore alpino austriaco
- 15 luglio - Mario Pisanti, pugile italiano
- 15 luglio - Angus Sampson, attore australiano
- 15 luglio - Reinier Suárez, schermidore cubano
- 16 luglio - Marie Amachoukeli, regista e sceneggiatrice francese
- 16 luglio - Jim Banks, politico statunitense
- 16 luglio - Kim Christensen, ex calciatore danese
- 16 luglio - Ana Joković, ex cestista serba
- 16 luglio - Marenglen Kapaj, ex calciatore albanese
- 16 luglio - Terje Kirsebom, giocatore di calcio a 5 e calciatore norvegese
- 16 luglio - Youl Mawéné, preparatore atletico e ex calciatore francese
- 16 luglio - Jayma Mays, attrice statunitense
- 16 luglio - Chris Mihm, ex cestista statunitense
- 16 luglio - Douglas Murray, giornalista britannico
- 16 luglio - Mai Nakamura, nuotatrice giapponese
- 16 luglio - Tove Pashkowski, ex sciatrice alpina statunitense
- 16 luglio - Kim Rhode, tiratrice a volo statunitense
- 16 luglio - Robbie Russell, ex calciatore statunitense
- 16 luglio - Kōhei Usui, ex calciatore giapponese
- 16 luglio - Usāma al-Maṣrī Nağīm, militare libico
- 17 luglio - Gianluca Cascioli, compositore e pianista italiano
- 17 luglio - Massimiliano Fusani, ex calciatore italiano
- 17 luglio - Fred Hale, ex calciatore e giocatore di beach soccer salomonese
- 17 luglio - Craig Jarrett, ex giocatore di football americano statunitense
- 17 luglio - Elvir Melunovic, ex calciatore svizzero
- 17 luglio - Laura Mo, cantante danese
- 17 luglio - Giampaolo Parisi, allenatore di calcio e ex calciatore italiano
- 17 luglio - Michael Riegler, ex sciatore alpino liechtensteinese
- 17 luglio - Rudolf Skácel, ex calciatore ceco
- 17 luglio - Diego Vida, effettista, regista e sceneggiatore italiano
- 17 luglio - Juan Manuel Vivaldi, hockeista su prato argentino
- 17 luglio - Mike Vogel, attore statunitense
- 17 luglio - Landy Wen, cantante e ballerina taiwanese
- 18 luglio - Karl Angerer, bobbista tedesco
- 18 luglio - Deion Branch, ex giocatore di football americano statunitense
- 18 luglio - Joe Crispin, ex cestista e allenatore di pallacanestro statunitense
- 18 luglio - Zrinka Cvitešić, attrice croata
- 18 luglio - Davide Dieli, pugile italiano
- 18 luglio - Jared Hess, regista e sceneggiatore statunitense
- 18 luglio - Khaled Saleh, ex calciatore qatariota
- 18 luglio - Joey Mercury, ex wrestler statunitense
- 18 luglio - Daina Opolskaitė, scrittrice lituana
- 18 luglio - Igor' Pavlov, ex astista russo
- 18 luglio - Jaska W. Raatikainen, batterista finlandese
- 18 luglio - Nicola Renzi, politico e insegnante sammarinese
- 18 luglio - Mélina Robert-Michon, discobola francese
- 18 luglio - Dominique Siassia, attrice tedesca
- 18 luglio - Aljaksandr Varlamaŭ, tuffatore bielorusso
- 18 luglio - Jason Weaver, attore e cantante statunitense
- 19 luglio - Rick Ankiel, ex giocatore di baseball statunitense
- 19 luglio - Bruno Cabrerizo, modello e conduttore televisivo brasiliano
- 19 luglio - Yves Desmarets, ex calciatore francese
- 19 luglio - Josué, ex calciatore brasiliano
- 19 luglio - Abdulla Koni, ex calciatore senegalese
- 19 luglio - Manafest, rapper canadese
- 19 luglio - Mo Huilan, ex ginnasta cinese
- 19 luglio - Emilio Ostinelli, ex arbitro di calcio italiano
- 19 luglio - Ellen Rocche, attrice brasiliana
- 19 luglio - Rike Schmid, attrice tedesca
- 19 luglio - Vera Šnjukova, ex cestista russa
- 19 luglio - Elias Storm, ex calciatore svedese
- 19 luglio - Roger Torrent, urbanista e politico spagnolo
- 19 luglio - Brian Vahaly, ex tennista statunitense
- 19 luglio - Zvonimir Vukić, ex calciatore serbo
- 19 luglio - Wang Liang, ex calciatore cinese
- 19 luglio - Tracy Yardley, illustratore e fumettista statunitense
- 19 luglio - Luke Young, ex calciatore inglese
- 19 luglio - Zhang Hanlan, ex cestista cinese
- 20 luglio - Omar Berdouni, attore britannico
- 20 luglio - Mario Conte, politico italiano
- 20 luglio - Massimo De Rosa, politico italiano
- 20 luglio - Ben Falaniko, ex calciatore samoano americano
- 20 luglio - Miklós Fehér, calciatore ungherese († 2004)
- 20 luglio - Gamadiel García, ex calciatore cileno
- 20 luglio - Ronny Listner, bobbista tedesco
- 20 luglio - Ihar Makarau, judoka bielorusso
- 20 luglio - Dominika Misterska, ex sollevatrice polacca
- 20 luglio - Marko Nikolić, allenatore di calcio serbo
- 20 luglio - David Ortega, ex nuotatore spagnolo
- 20 luglio - Adam Rose, ex wrestler sudafricano
- 20 luglio - Amr Shabana, giocatore di squash egiziano
- 20 luglio - Artur Tajmazov, lottatore e politico russo
- 20 luglio - Denise Tonella, storica e museologa svizzera
- 21 luglio - Daniel Adegboyega, attore nigeriano
- 21 luglio - Tine Baun, giocatrice di badminton danese
- 21 luglio - David Carr, ex giocatore di football americano statunitense
- 21 luglio - Tamika Catchings, ex cestista statunitense
- 21 luglio - Houda Ben Daya, judoka tunisina
- 21 luglio - Laurent Delorge, ex calciatore belga
- 21 luglio - Mitja Dragšič, ex sciatore alpino sloveno
- 21 luglio - Phelan Hill, canottiere britannico
- 21 luglio - Bradley Kahlefeldt, triatleta australiano
- 21 luglio - Luis Ernesto Michel, ex calciatore messicano
- 21 luglio - James Pritchard, ex rugbista a 15 australiano
- 21 luglio - Ozols, rapper lettone
- 21 luglio - Stein Kristian Strand, ex sciatore alpino norvegese
- 21 luglio - Ingrid Tørlen, giocatrice di beach volley norvegese
- 21 luglio - Andrij Voronin, allenatore di calcio e ex calciatore ucraino
- 22 luglio - George Grey, ex fondista canadese
- 22 luglio - Agnès Martin-Lugand, scrittrice francese
- 22 luglio - Hayder Palacio, ex calciatore colombiano
- 22 luglio - Pedro Rivero, allenatore di pallacanestro e ex cestista spagnolo
- 22 luglio - Marián Sluka, allenatore di calcio e ex calciatore slovacco
- 23 luglio - Alessandro Agostini, allenatore di calcio e ex calciatore italiano
- 23 luglio - Perro Aguayo Jr., wrestler messicano († 2015)
- 23 luglio - Zigmars Berkolds, ex slittinista lettone
- 23 luglio - Iain Canning, produttore cinematografico e produttore televisivo britannico
- 23 luglio - Antonio Di Nardo, allenatore di calcio italiano
- 23 luglio - Anders Høvyvik Hidle, chitarrista, cantante e compositore norvegese
- 23 luglio - Nataša Jarovenko, modella e attrice ucraina
- 23 luglio - Sōtīrīs Kyrgiakos, ex calciatore greco
- 23 luglio - Ricardo Sperafico, pilota automobilistico brasiliano
- 23 luglio - Cathleen Tschirch, velocista tedesca
- 23 luglio - Živko Želev, allenatore di calcio e ex calciatore bulgaro
- 23 luglio - Toni Lopes, ex calciatore portoghese
- 24 luglio - Rose Byrne, attrice australiana
- 24 luglio - Ryan Humphrey, ex cestista statunitense
- 24 luglio - Riikka Lehtonen, pallavolista finlandese
- 24 luglio - Toni Nhleko, ex calciatore sudafricano
- 24 luglio - Norm Richardson, ex cestista e allenatore di pallacanestro statunitense
- 24 luglio - Chicoria, rapper e writer italiano
- 24 luglio - Anne-Gaëlle Sidot, ex tennista francese
- 24 luglio - Peter Šinglár, allenatore di calcio e ex calciatore slovacco
- 24 luglio - Stat Quo, rapper statunitense
- 24 luglio - Andrew Stetson, modello canadese
- 24 luglio - Ivan Zoroski, ex cestista e procuratore sportivo serbo
- 25 luglio - Khalaf Al-Mutairi, ex calciatore kuwaitiano
- 25 luglio - Ali Carter, giocatore di snooker inglese
- 25 luglio - Bryan Cogman, sceneggiatore e produttore televisivo statunitense
- 25 luglio - Shala Crawford, ex cestista statunitense
- 25 luglio - Dalila Cucchiara, ex cestista italiana
- 25 luglio - Arash Derambarsh, politico e scrittore francese
- 25 luglio - Juan Pablo Di Pace, attore e cantante argentino
- 25 luglio - Stefanie Hertel, cantante e conduttrice televisiva tedesca
- 25 luglio - Ariane Hingst, ex calciatrice tedesca
- 25 luglio - Masaki Inōe, ex pistard giapponese
- 25 luglio - Andrea Liberalotto, allenatore di pallacanestro italiano
- 25 luglio - Moisés Moura Pinheiro, ex calciatore brasiliano
- 25 luglio - David Rangel, ex calciatore spagnolo
- 25 luglio - Juris Umbraško, allenatore di pallacanestro e ex cestista lettone
- 25 luglio - Hrvoje Vuković, ex calciatore croato
- 26 luglio - Simon Cruz, cantante svedese
- 26 luglio - Paul Freier, ex calciatore polacco
- 26 luglio - Marco Gori, ex calciatore italiano
- 26 luglio - Tamyra Gray, cantautrice e attrice statunitense
- 26 luglio - Juliet Rylance, attrice e produttrice teatrale britannica
- 26 luglio - Yūko Sano, pallavolista giapponese
- 26 luglio - Mageina Tovah, attrice statunitense
- 26 luglio - Štěpán Vachoušek, ex calciatore ceco
- 26 luglio - Darío Verón, ex calciatore paraguaiano
- 26 luglio - Erik Westrum, ex hockeista su ghiaccio statunitense
- 27 luglio - Yusri Al-Bashah, ex calciatore saudita
- 27 luglio - Jorge Arce, pugile messicano
- 27 luglio - The Bullitts, cantautore, regista e produttore discografico britannico
- 27 luglio - Marielle Franco, politica, sociologa e attivista brasiliana († 2018)
- 27 luglio - Sidney Govou, ex calciatore francese
- 27 luglio - Johannes Krüger, schermidore tedesco
- 27 luglio - Shannon Moore, wrestler statunitense
- 27 luglio - Rodolfo Moya, calciatore cileno
- 27 luglio - Giordano Petri, attore italiano
- 27 luglio - Aistė Pilvelytė, cantante lituana
- 27 luglio - Baya Rahouli, ex triplista e lunghista algerina
- 27 luglio - Peter Sack, ex pesista tedesco
- 27 luglio - Kid606, musicista venezuelano
- 27 luglio - Miroslav Vajs, ex calciatore macedone
- 28 luglio - Luciano Abis, pugile italiano
- 28 luglio - Hugo Alcântara, ex calciatore brasiliano
- 28 luglio - Ognjen Aškrabić, ex cestista serbo
- 28 luglio - Maurice Baker, ex cestista e allenatore di pallacanestro statunitense
- 28 luglio - Roland Bättig, ex calciatore svizzero
- 28 luglio - Vegar Bjerke, ex calciatore norvegese
- 28 luglio - Sergej Jur'evič Davydov, ex calciatore russo
- 28 luglio - Henrik Hansen, allenatore di calcio e ex calciatore danese
- 28 luglio - Matteo Micheli, politico italiano
- 28 luglio - Shahzoda, cantante e attrice uzbeka
- 28 luglio - Carlos Oliva, ex calciatore honduregno
- 28 luglio - Patty Peage, ex attrice pornografica ungherese
- 28 luglio - Alena Popčanka, nuotatrice bielorussa
- 28 luglio - Petar Popović, ex cestista serbo
- 28 luglio - Dan Nicolae Potra, ex ginnasta rumeno
- 28 luglio - Maria Edera Spadoni, politica italiana
- 28 luglio - Uģis Viļums, ex cestista lettone
- 29 luglio - Henrik Åhnstrand, allenatore di calcio e ex calciatore svedese
- 29 luglio - Danny Butterfield, allenatore di calcio, dirigente sportivo e ex calciatore inglese
- 29 luglio - Hard Kaur, rapper e cantante indiana
- 29 luglio - Karim Essediri, allenatore di calcio e calciatore tunisino
- 29 luglio - Francesca Cenci, psicologa, psicoterapeuta e scrittrice italiana
- 29 luglio - Lim, rapper e produttore discografico francese
- 29 luglio - Svetlana Aleksandrovna Lun'kina, danzatrice russa
- 29 luglio - Ronald Murray, ex cestista statunitense
- 29 luglio - Casten Nemra, politico marshallese
- 30 luglio - Carlos Arroyo, ex cestista portoricano
- 30 luglio - Clotilde Hesme, attrice e modella francese
- 30 luglio - Cory Hightower, ex cestista statunitense
- 30 luglio - Show Luo, cantante, ballerino e attore taiwanese
- 30 luglio - Othon Mataragas, compositore, musicista e pianista greco
- 30 luglio - Graeme McDowell, golfista britannico
- 30 luglio - Fábio Pereira da Cruz, ex calciatore brasiliano
- 30 luglio - Paweł Pogorzelski, direttore della fotografia polacco
- 30 luglio - Diva Zappa, attrice statunitense
- 31 luglio - William Arjona, pallavolista brasiliano
- 31 luglio - Florencia Di Concilio, musicista e compositrice uruguaiana
- 31 luglio - Jaco Erasmus, ex rugbista a 15, arbitro di rugby a 15 e allenatore di rugby a 15 italiano
- 31 luglio - André Luís Garcia, ex calciatore brasiliano
- 31 luglio - Dana Gourrier, attrice statunitense
- 31 luglio - Tony Jarreau, attore statunitense
- 31 luglio - Per Krøldrup, ex calciatore danese
- 31 luglio - Damian Lynch, ex calciatore irlandese
- 31 luglio - Carlos Marchena, dirigente sportivo, allenatore di calcio e ex calciatore spagnolo
- 31 luglio - Kai Mykkänen, politico finlandese
- 31 luglio - Juliana Negedu, ex cestista nigeriana
- 31 luglio - B. J. Novak, attore, produttore televisivo e sceneggiatore statunitense
- 31 luglio - Matías Pelletieri, ex cestista argentino
- 31 luglio - Katharina Pötter, giurista e politica tedesca
- 31 luglio - Nicolien Sauerbreij, snowboarder olandese
- 31 luglio - Sven Schulze, politico tedesco